# Panama ved sommer-OL 2016
Panama deltog ved sommer-OL 2016 i Rio de Janeiro i perioden 5. august til 21. august 2016. 

## Medaljer
| 2016 Rio de Janeiro | Guld | Sølv | Bronze | Total |
| Panama              | 0    | 0    | 0      | 0     |